# 농공회
농공회는 선진농어촌건설을 위한 기술자문, 홍보, 농어촌진흥공사의 발전에 기여함을 목적으로 1991년 3월 18일 설립된 대한민국 농림축산식품부 소관의 사단법인이다. 사무실은 서울특별시 동작구 사당동 1007-50, 태농빌딩 4-2호에 있다.

## 주요 사업
- 회원 상호간의 친목도모 및 상부상조를 위한 사업
- 회원의 복리증진을 위한 사업
- 농림수산시책에 관한 홍보
- 한국농어촌공사 업무에 관한 자문 건의
- 한국농어촌공사 및 유관기관의 위촉사업

## 회원 자격
- 한국농어촌공사(한국농촌공사, 농업기반공사, 농어촌진흥공사, 농업진흥공사, 토지개량조합연합회, 지하수개발공사, 대한수리조합연합회, 농지개발영단, 농지개량조합, 농지개량조합연합회 포함)에 재직하였다가 퇴직한 자